# Edmond Doutté
Edmond Doutté (* 1867 in Évreux; † 1926 in Paris) war ein französischer Islamwissenschaftler. Insbesondere beschäftigte er sich mit den Ausprägungen des Islam im Maghreb, mit dem Schwerpunkt auf den damals französischen Gebieten Algerien und Marokko. Er war Professor in Algier an der École supérieure des lettres d'Alger.

## Schriften (Auswahl)
- Notes sur l'Islâm maghribin: Les Marabouts. In: Revue de l'histoire des religions. Paris, Bd. 40, Jg. 29, 1899, S. 343–369; Bd. 41, Jg. 30, 1900, S. 22–60, 289–336.
- L'Islâm algérien en l'an 1900. Alger: Giralt, 1900.
- Les Aissaoua à Tlemcen. Ed. Châlons-sur-Marne, 1900.
- Merrâkech. Paris: Comité du Maroc, 1905.
- La Khot’ba burlesque de la fête des Tolba au Maroc. In: Recueil de mémoires et de textes publiés en l’honneur du XIVe Congrès des Orientalistes. Alger: Fontana, 1905.
- Magie [et] religion dans l'Afrique du Nord. Alger: Âdolphe Jourdan, 1909 (La Societe Musulmane du Maghrib)
- Missions au Maroc. En tribu. Paris: Paul Geuthner 1914.
- als Hrsg. (postum): La vie musulmane et orientale. Collection sociologique. Paris 1927.